# Stříbro (nádraží)
Stříbro je železniční stanice v jižní části města Stříbro v okrese Tachov v Plzeňském kraji oddělené od centra řekou Mží. Leží na trati Plzeň – Cheb. Stanice je elektrizovaná (25 kV, 50 Hz AC). Nedaleko stanice se nachází městské autobusové nádraží.

## Historie
Stanice byla vybudována jakožto součást Dráhy císaře Františka Josefa (KFJB) spojující Vídeň, České Budějovice a Cheb, podle typizovaného stavebního návrhu. 28. ledna 1872 byl s místním nádražím uveden do provozu celý nový úsek trasy z Plzně do Chebu, kudy bylo možno pokračovat po železnici do Německa. Po zestátnění KFJB v roce 1884 pak obsluhovala stanici jedna společnost, Císařsko-královské státní dráhy (kkStB), po roce 1918 pak správu přebraly Československé státní dráhy.
Elektrický provoz byl ve stanici zahájen 8. listopadu 1967.

## Popis
Stanicí prochází Třetí železniční koridor, vede tudy jednokolejná trať. V roce 2011 byla dokončena úprava nádraží na koridorové parametry: nachází se zde jedno kryté ostrovní nástupiště s podchodem a jedno nástupiště hranové.